# アンゴラの歴史
アンゴラの歴史（アンゴラのれきし）では、アンゴラ共和国の歴史について述べる。

## 先植民地時代
14世紀にコンゴ人のルケニ・ルア・ニミが周辺諸国を平定し、コンゴ王国が成立した
。コンゴ王国は現アンゴラ領内の首都ンバンザ・コンゴを中心とした王権と、周辺の首長の連合体であり、コンゴ王国の国王はコンゴ王と呼ばれ、女系の王族のうち戦争で勝ったものが国王に即位するのが慣習であった。王国内ではタカラガイが貨幣として用いられていた。

## ポルトガル植民地時代

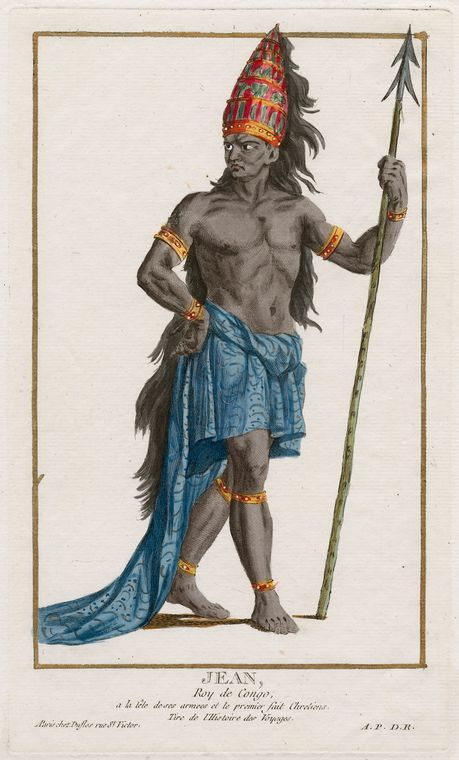
コンゴ王ンジンガ・ンクウ改めジョアン1世。

1482年にポルトガル王国の航海者ディオゴ・カン率いる艦隊がコンゴ川の河口に到達した。カンは一度去った後に、1485年にポルトガル国王の親書を携えてコンゴ王国を再訪した。1491年にコンゴ王ンジンガ・ンクウはポルトガルから派遣されたキリスト教カトリック教会の洗礼を受け、以後ポルトガル語の洗礼名ジョアン1世を名乗った。ポルトガルからは宣教団に加えて各種技術者がコンゴ王国に派遣され、コンゴ王国からも貴族がポルトガルに渡った。
1506年にジョアン1世が没した後、後継者争いに勝利して後を継いだアフォンソ1世の時代に、コンゴとポルトガルの両者の誤解に基づく同盟により、コンゴ王国の西欧化政策は進んだ。アフォンソ1世は法令から礼儀作法に至るまで大いにポルトガルの文物を採り入れ、首都ンバンザ・コンゴをサン・サルヴァドールに改名し、息子をローマ教皇の下に留学させた。しかし、徐々にポルトガル商人の奴隷貿易が王国に影を落としていた。既にこの頃にはコンゴ王国内から連行された人々が、ポルトガル領だったサン・トメ島の奴隷商人達によって砂糖栽培のために奴隷労働を行わされていたのである。アフォンソ1世はマヌエル1世やジョアン3世、ポルトガル王が関心を示さなくなってから後は教皇パウルス3世にサン・トメ島の引渡しや奴隷貿易の停止を書簡で訴えたが、何れも功を奏することはなかった。
アフォンソ1世の没後、ポルトガルのコンゴ支配はより露骨なものになり、1568年（もしくは1569年）に沿岸部の武装集団ジャガがコンゴ王国に侵攻した際に、ポルトガルの援軍を得てジャガを撃破したアルヴァロ王は復位したものの、この事件をきっかけにコンゴ王アルヴァロ1世はポルトガル王への忠誠を誓うことになり、両国の対等な関係は終焉した。

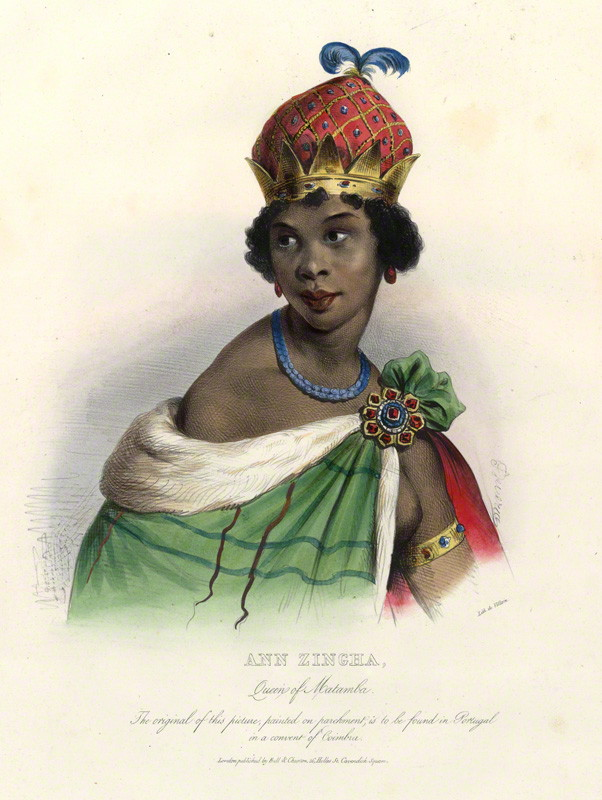
ポルトガルへの反乱を指導した ンジンガ女王。

1574年にアンゴラはパウロ・ディアス・デ・ノヴァイスにブラジル植民地の制度と同様にカピタニアとして譲渡され、セズマリア制の下で統治された。翌1575年にはパウロ・ディアス・デ・ノヴァイス率いる700人の植民団がアンゴラに到達し、1576年に植民地の首都ルアンダが建設された。しかし、ブラジルほど土地が豊かではなく、先住民の激しい抵抗が繰り広げられたアンゴラはまもなくブラジルに奴隷を供給するために存続することとなった。1590年に国王によってカピタニア制が廃止された後、アンゴラは総督による直接統治が行われる植民地となり、1617年には総督のマヌエル・コルヴェイラ・ペレイラによってベンゲラが建設されるなど、徐々にポルトガルはその勢力を沿岸部に拡大していった。
ポルトガルの総督に要求された貢納を拒否したマタンバ王国のアンネ・ジンガ・バンディ（ンジンガ女王）は、1623年にクーデターで兄の王から権力を奪取し、王国をまとめてポルトガルに対し反旗を翻した。ポルトガルがスペインと同君連合を組んでいた時期の1598年からアフリカやアジア、ブラジル北東部などのポルトガルの海外植民地を巡ってポルトガルとオランダとの戦争が繰り広げられており、1641年にアンゴラの首都ルアンダがオランダによって攻略されたこともあって、状況を利用したンジンガ女王はオランダと同盟を結び、オランダからンジンガ女王には500人のオランダ火縄銃兵が提供された。戦闘が続いた後、サルヴァドル・コレイア・デ・サが率いるブラジルから派遣されたポルトガル軍が1648年にオランダ軍を破ったことによりオランダはアンゴラを離れ、その後もンジンガ女王の抵抗は続いたものの、最終的に両者は1657年に平和条約を結び、条約によってマタンバ王国の独立と貢納の免除が認められた。1661年にポルトガルはオランダとハーグ講和条約を結び、アンゴラとブラジル北東部の領有権を認められ、オランダには400万クルザードの賠償金が支払われた。
一方北部のコンゴ王国は、1641年に即位したガルシア2世の時代に一時的に勢力を回復したが、ガルシア2世の没後王国は混乱に陥り、1665年にルアンダから派遣されたポルトガル勢力によって敗れたアントニオ1世が殺害され、以降王国は名目上の存在となった。1671年にはンドンゴ王国もポルトガルの保護領となり、1683年から1730年代までポルトガルは平和の下にアンゴラの諸王国を服属させ、17世紀から18世紀にかけてポルトガルはブラジル向けの奴隷貿易の拠点としてアンゴラを統治することに心を注いだ。一方、アンゴラから多くの奴隷が連行され、厳しい奴隷生活を余儀なくされたブラジルでは、ポルトガル人の経営するプランテーションからの脱走に成功した逃亡奴隷（マルーン）たちが森の奥地に「キロンボ」（逃亡奴隷集落）あるいは「アンゴラ・ジャンガ」（「小さなアンゴラ」）と呼ばれる集落を築き、こうしたキロンボの中でも特に有名なものであったキロンボ・ドス・パルマーレスは、黒人から不死身と信じられた指導者パルマーレスのズンビが統治し、ブラジルの植民地支配体制を脅かすほどであった。
1755年に後のポンバル侯爵セバスティアン・デ・カルヴァーリョが宰相に就任し、ポルトガルに於ける啓蒙専制主義改革が進められると、アンゴラに「第二のブラジル」の可能性を見出したカルヴァーリョと総督フランシスコ・ソウザ・コウティニョの主導によって商工業の奨励や内陸部の開発が進められた。こうした改革は失敗に終わったものの、1790年以後経済の進展が進み、内陸部開発でも19世紀初頭には大西洋岸のアンゴラとインド洋岸のモザンビークを陸路で横断する探検が成功した。

### 19世紀のアンゴラ

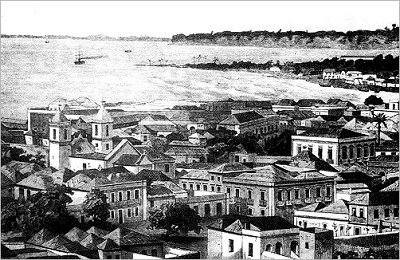
1883年のアンゴラ植民地主都ルアンダ。

19世紀に入るとポルトガルに於いてもアフリカ内陸部の探検熱はさらに高まり、1831年から1832年までのジョゼ・マリア・コレイア・モンテロ少佐に率いられた探検隊によるモザンビークのテテから現ザンビアまでの探検を嚆矢に、1843年にアンゴラ北部から現コンゴ民主共和国までを探検したジョアキン・ロドリゲス・グラサ、1847年から1850年代にかけてアンゴラ南部のクネネ川流域を探検したベルナルディノ・ジョゼ・プロシャド、1840年代から1850年代にかけてアンゴラ内陸部の首長にポルトガルの権威を認めさせたシルヴァ・ポルトなどが活動した。アフリカ分割が進んだ1870年代に入ると探検は更なる段階に至り、エルメネジルド・カベロとロベルト・イヴェンスを中心にアンゴラ内陸部の探検と地理的な知識の拡大が進んだ。こうした探検活動は、究極的には経済的な利害よりも、アンゴラやモザンビークの広大な空間にポルトガルの主権を確保することを通じた国威発揚が目的であり、ポルトガル人の入植を初めとする経済的な植民地開発はほとんど成功しなかった。また、このような探検と並行して植民地戦争が進み、特に1880年代から1890年代にかけてのアルトゥル・デ・パイヴァによる討伐隊によって、アンゴラの大部分に実質的なポルトガルの主権が打ち立てられた。

「バラ色地図」構想の中で主張された地域。

1884年から1885年にかけてのベルリン会議 (アフリカ分割)によって、当時ヨーロッパ列強の間で進んでいたアフリカ分割の原則が当該地域の実効支配であることが確認されると、ポルトガルはこの原則に基づいてアンゴラとモザンビークを結び、アフリカを横断する「バラ色地図」構想を掲げて間の地域（今日のザンビア、マラウイ、ジンバブエ）の実効支配を急いだ。しかし、この主張はイギリスのセシル・ローズが掲げていた、南アフリカのケープタウンからエジプトのカイロまでアフリカを縦断することを目的とするイギリスの植民地計画と真っ向から衝突したため、イギリスは1890年1月にポルトガルに対して内陸部からの撤退を要求する最後通牒を送り、この要求にポルトガルが屈することで、1891年6月に結ばれた二度目の条約でポルトガルは当時未領有だった地域をも含めて、ほぼ現在のアンゴラとモザンビークの領域に相当する約200万平方kmの領有を確定した。
このようにして19世紀を通じた軍事的、政治的努力によってポルトガルは現在のアンゴラ共和国に相当する地域に主権を及ぼすことに成功したが、経済面ではポルトガル領における奴隷貿易は1836年に正式に廃止されたものの、その後も1888年まで奴隷制を維持したブラジルでの需要に基づいて小規模ながらも1880年代まで奴隷貿易が続けられるなど、アンゴラのみならずポルトガル植民地全体でそれまでに依拠していた奴隷制以外の経済開発は進まなかった。それでも1888年にルアンダ鉄道がイギリス資本によって開通するなどの出来事もあったが、概ね農業、商業共に低開発な状況に留まった。教育や文化に関しても高等教育には全く手が付けられず、出版活動においてキンブンド語とポルトガル語併用の雑誌『アンゴラの未来』(1882)が創刊されたことが特筆されるのみである。

### 20世紀前半のアンゴラ
20世紀に入り、共和制革命によって1911年にポルトガル第一共和政が樹立されると、同年中に植民地省が創設された。1914年に制定された共和国植民地法は、ポルトガル語を習得し、キリスト教化したアフリカ大陸部とティモールの現地人を「同化民」（アシミラド）とみなし、ポルトガル市民と同等の権利を認めた。しかし、ポルトガル語を教えるための教育は20世紀の前半を通して他の植民地同様に進まず、1950年の時点でもアンゴラの非識字率は96.4%に達していた。同1950年のアンゴラにおける「同化民」の数は約30,000人に留まり、このポルトガルの同化政策はほとんど効果を持たなかった。一方で、非同化民たる原住民には1911年の原住民労働法の下で、怠惰さを教化するという名目で強制労働が押し付けられた。アンゴラ総督ノルトン・デ・マトス（任:1912-1915、1926-1928）はこのようなアンゴラ原住民への強制労働制度の改革に熱意を燃やしたが、そのような改革は彼の後にはほとんど顧みられず、原住民の強制労働への動員が続けられた。第一次世界大戦中、アンゴラとドイツ領南西アフリカ（現在のナミビア）国境付近でドイツ軍及びドイツ軍に呼応した先住民族とポルトガル軍の小競り合いが生じたものの、アンゴラでの戦闘は1915年中に終結した。
アントニオ・サラザールが政権に就くと、世界恐慌によってアメリカ合衆国やブラジルへの移民を拒まれたポルトガル人移民の送出先としてアフリカは注目されるようになった。既に総督ノルトン・デ・マトスの統治時代にアンゴラの経済はコーヒー、綿花、サイザル麻を中心とする商品作物と、1917年にベルギー、フランス、イギリス、アメリカ合衆国、ポルトガル資本によって設立されたディアマング社によるダイヤモンドの採掘、及び自動車道と鉄道網の拡充を中心とする公共事業への投資によって成功しており、移民の流入は都市化の進展をもたらした。
第二次世界大戦後、1951年にサラザール政権は、ポルトガル植民地を「海外州」と呼び変え、建前上「植民地」を持たないことを根拠に国際連合からの脱植民地化勧告を無視し続けた。1950年代の輸出の主力は輸出総額の40%近くに達したコーヒーだったが、1954年に飛地のカビンダで深海油田が発見されたことは本格的な鉱物資源開発の先駆けとなり、その他にもディアマング社によるダイヤモンド採掘、ロビト鉱山会社による鉄鉱石採掘、アンゴラ＝マンガン社によるマンガン採掘など鉱業は発展し、ダムや鉄道、道路、港湾などインフラの整備も進んだ。また、1950年代から1960年代を通してポルトガル人移民のアンゴラ移住は続き、1945年に45,000人だった白人人口は1955年には約10万人、1960年代末には30万人以上に達している。
1954年に北部のコンゴ人を主体に、強制労働制度の廃止を掲げた北部アンゴラ人民同盟(UPNA)がホールデン・ロベルトによって結成され、UPNAは1958年にアンゴラ人民同盟(UPA)に改称した。UPNAの他にも、ポルトガル支配からの解放を目指す組織として1956年にアゴスティーニョ・ネト、マリオ・ピント・デ・アンドラーデ、ヴィリアト・ダ・クルス、アミルカル・カブラルらによってアンゴラ解放人民運動(MPLA)が結成された。

### 独立戦争

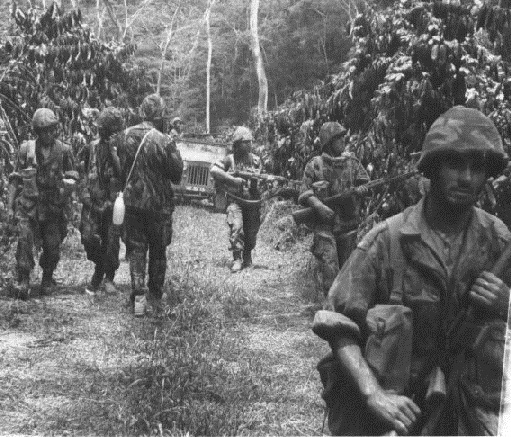
「常に備えよ…危険に対して！」、アンゴラ独立戦争を戦うポルトガル兵の写真。

1961年2月4日にマリオ・ピント・デ・アンドラーデに率いられたアンゴラ解放人民運動(MPLA)の党員が、首都ルアンダの刑務所、兵舎、警察署、放送局を襲撃した。この反乱は失敗に終わったものの、アンゴラ独立戦争の始まりとして記念された。翌3月には北部でホールデン・ロベルトに率いられたアンゴラ人民同盟(UPA)が蜂起し、コーヒー・プランテーションの入植者を虐殺して回った。
蜂起失敗後、MPLA、UPAは共にコンゴ民主共和国の首都レオポルドヴィル（現キンシャサ）に逃れた。1962年4月にUPAはレオポルドヴィルでコンゴ政府の支援を得てアンゴラ民族解放戦線(FNLA)を結成し、FNLAは亡命アンゴラ政府を同地に樹立してアフリカ統一機構(OAU)からアンゴラ唯一の民族解放運動として承認された。反共主義的な色彩の強かったFNLAは設立の経緯からコンゴ族部族主義的な性格も強く、コンゴ民主共和国、アメリカ合衆国、OAUの支持を得ることに成功したこともあって、レオポルドヴィルに亡命していたMPLAとの協力を拒み、逆に両組織の統一を呼びかけていたMPLAの壊滅を図った。そのためMPLAはコンゴ民主共和国政府によってレオポルドヴィルからの退去を命じられたが、1963年8月に革命が起きたコンゴ共和国政府によって受け入れられたため、新たな拠点を同国の首都ブラザヴィルに移し、1964年中にタンザニアとザンビアの支持を得てザンビアとアンゴラの国境地帯からアンゴラ領内に浸透するルートが生まれた。一方、FNLAのコンゴ族部族主義は内部からも離反を招き、1964年には有力者のジョナス・サヴィンビが離反し、サヴィンビは1966年にアンゴラ南部に勢力を保つオヴィンブンド人を中心にしたアンゴラ全面独立民族同盟(UNITA)を結成した。MPLAのゲリラはコンゴ共和国から飛地のカビンダに、ザンビアからアンゴラ東部に戦線を拓き、1968年までに東部のモシコ州とクアンド・クバンゴ州を、1969年にはルンダ州とビエ州を解放し、同年中に東部国境から大西洋に達したが、一方でポルトガルと結んだ新たな敵UNITAとの戦いが始まった。1971年6月にMPLAはアフリカ統一機構(OAU)によってアンゴラの独立運動を代表する組織として認められた。
そして、1974年4月25日のカーネーション革命によってアンゴラの運命は切り開かれた。ポルトガル軍内の国軍運動(MFA)によるクーデターは民衆を巻き込んだ革命に転化し、エスタド・ノヴォ体制は崩壊、共産党書記長アルヴァロ・クニャルと結んだヴァスコ・ゴンサルヴェス首相の働きによって、同年9月には保守的なアントニオ・デ・スピノラ大統領が失脚し、左派的な新政権は各植民地の独立勢力と次々と独立を認める協定を結んだ。アンゴラについてもゴンサルヴェス政権は当初MPLAのみとの交渉を行ったが、ポルトガルにとって最も重要な植民地だったアンゴラについてのMPLAのみとの交渉は難航したため、三組織を調整して1975年1月15日にMPLA、FNLA、UNITAの独立三組織とポルトガルとの間でアルヴォール協定が結ばれ、三組織合同の暫定政権の下での1975年11月11日の独立が確定した。
しかし、この三組織の連合は長続きせず、1975年中にFNLA=UNITA連合とMPLAの間で武装衝突が発生した。FNLAを後見していたザイールのモブツ政権はアンゴラ北部に進軍し、アメリカ合衆国も反共主義からMPLA以外の二組織に3,200万ドルの資金を援助した。一方、MPLAは同年8月に首都ルアンダを制圧し、ルアンダの港湾設備を通して得たソ連から兵器援助の効果もあって9月には全16州のうち12州を獲得した。しかし、10月に南アフリカのアパルトヘイト政権と結んだUNITAと南アフリカ軍が南部から進撃を開始し、北部からもFNLAとザイール軍がルアンダに向かって侵攻を始めていた。この状況に際して、カストロ首相の国際主義精神の下で派遣されたキューバ軍の助力を得たMPLAは首都防衛に成功し、11月11日にルアンダでアンゴラ人民共和国の独立を宣言した。初代大統領にはアゴスティーニョ・ネトが就任した。一方FNLA=UNITA連合はウアンボでアンゴラ人民民主共和国の独立を宣言したが、翌1976年2月にアフリカ統一機構(OAU)はMPLAのアンゴラ人民共和国政権をアンゴラ唯一の正当政府として認めたのであった。

## 独立と内戦
独立後、1976年10月にMPLA政権はマルクス＝レーニン主義を国家の基本方針とし、翌1977年12月の第一回MPLA党大会でMPLAの名称をアンゴラ解放人民運動＝労働党(MPLA-PT)に改め、MPLA-PTは一党制国家の指導政党となった。しかし、独立戦争とその後の内戦による農地やインフラストラクチャーの荒廃に加え、それまで技術者であったり、生産、流通に携わっていたポルトガル系住民のうち、35万人から45万人と実に9割以上がアンゴラを出国したこともあって経済は大混乱に陥った。このため、ネト政権は政治面に於いて社会主義建設を掲げ、軍事面に於いてソ連、キューバとの関係を強化しながらも、経済再建のために西側諸国の資本や技術の受け入れを呼びかけ、さらに比較的教育水準の高い白人やメスティーソ（白人と黒人の混血＝ムラート）を優先的に登用した。こうしたネト大統領の現実的な政策は他方で党内親ソ急進派の不満を呼ぶことにもなり、1977年5月27日には親ソ派の元内相ニト・アルヴェスが反ネトクーデター未遂事件を引き起こしたが、このクーデターを未遂に留めたネトは党内の反ネト派数千人を粛清し、党内の基盤を磐石とした。この事件はこの後2年間アンゴラとソ連の関係を悪化させ、さらに同年3月のシャバ紛争の影響と相俟って、1976年中に撤退協議がなされていたキューバ軍をさらに増強させる結果となった。また、この事件で党内が固まったことが、1979年9月10日のネト死去後のジョゼ・エドゥアルド・ドス・サントスへの権力移譲を容易なものとした。

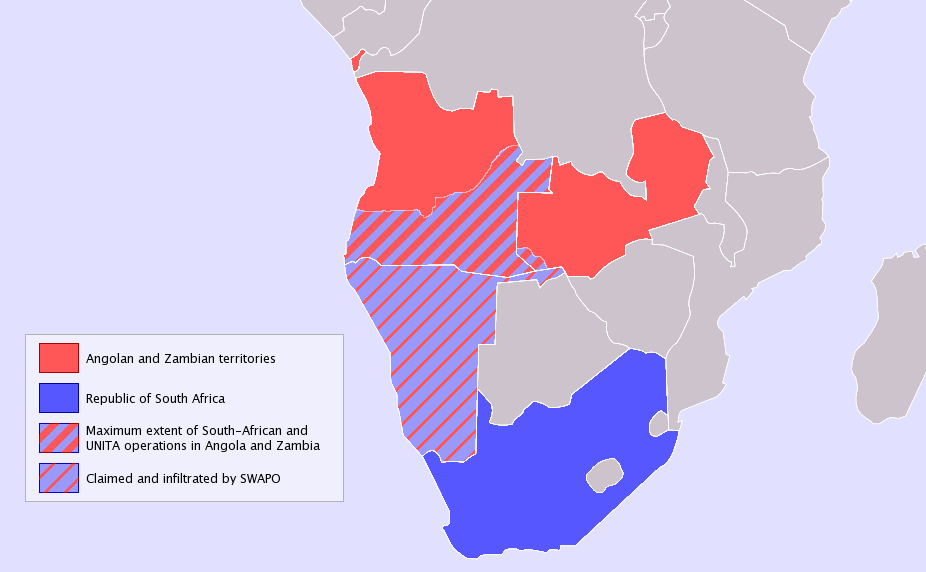
アンゴラ内戦中のアンゴラ、ザンビア（赤）と南アフリカ（青）の勢力範囲図。

一方、国内勢力との内戦に於いては、当初MPLA政権は北部に基盤を持つFNLAとカビンダで抵抗を続けるカビンダ解放戦線(FLEC)に的を絞り、両組織を支援していた国家であるザイールとは1978年に、フランスとは1979年に国交を樹立した効果もあって以後両組織はゲリラ活動を沈静化させた。しかし、南部のUNITAとの戦いは難航した。UNITAがナミビアを占領していた南アフリカと結んだ結果、ナミビア独立戦争を戦っていた南西アフリカ人民機構(SWAPO)はUNITAとの友好関係を破棄してMPLA支持を打ち出し、1976年6月にはルアンダに本拠地を移した。しかし、このことはナミビアをアパルトヘイト防衛のための戦略的防壁と判断していた南アフリカをさらに強硬な反MPLA政策に駆り立てた。

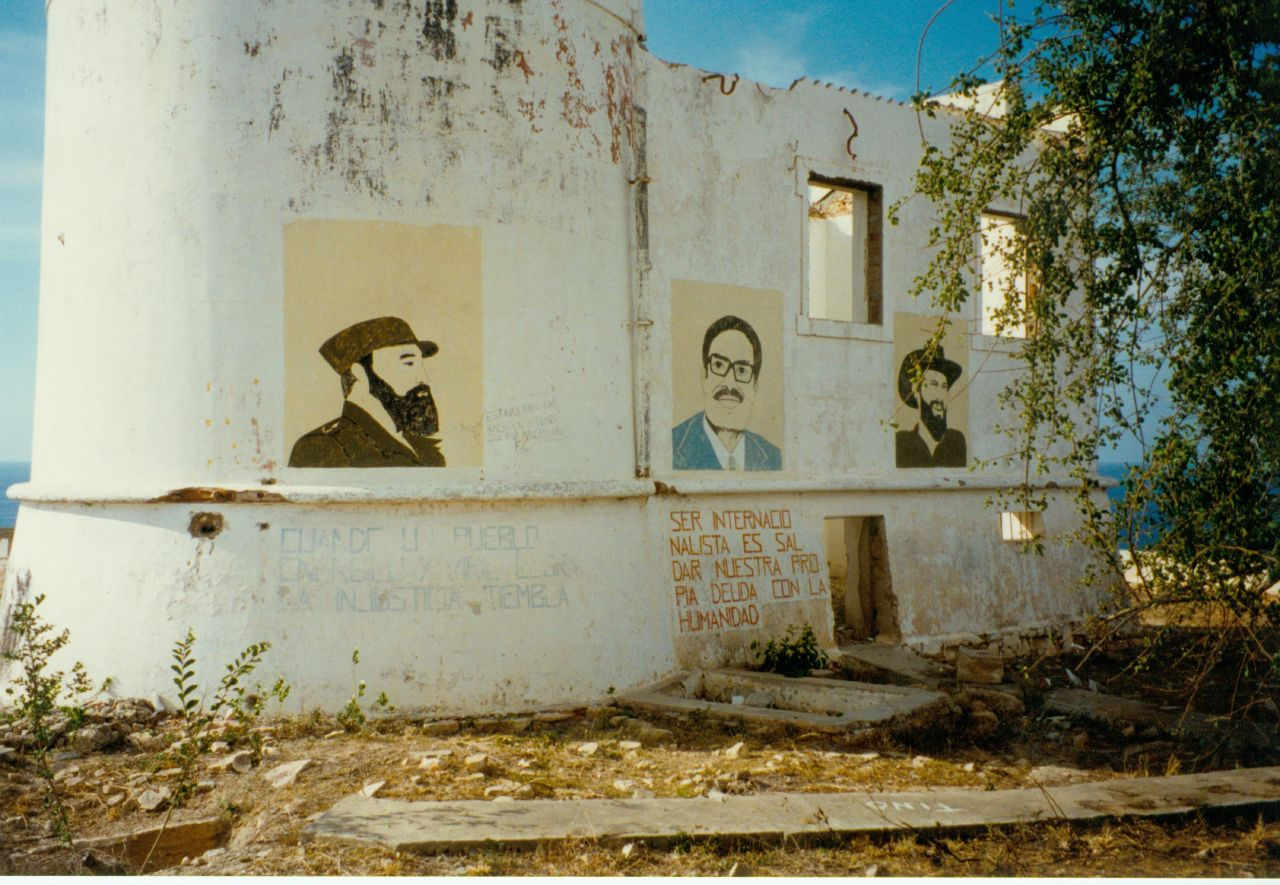
ロビトの灯台（1995年）。

1981年にアメリカ合衆国でレーガン政権が成立すると、レーガンはソ連のアフリカ政策への対抗のために南アフリカとともにUNITAを積極的に支援し始め、南アフリカとアメリカ合衆国は共同でアンゴラからのキューバ軍撤退とナミビアの独立をリンクさせるリンケージ政策を打ち出した。MPLA政権は穏健な解決を図り、1984年にはアンゴラはSWAPOへの支援を打ち切り、南アフリカはアンゴラから軍を撤退することを協定したルサカ停戦合意がなされたものの、この合意は実行されなかった。1985年以降の南アフリカによるアンゴラへの攻勢によって戦争は激化し、キューバ軍は最盛期には52,000人に達するほどに重ねて増派された。転機となったのは1987年から1988年にかけてのクイト・クアナヴァレの戦いであり、この戦いでアンゴラ＝キューバ連合軍はUNITAを支援する南アフリカ軍を撃破したものの、その後両者共に決定的な膠着状態に陥った。この戦いの後、経済的混乱から西側に接近を望んでいたアンゴラ、戦争の泥沼化から名誉ある撤退を望んでいたキューバ、国内に於ける反アパルトヘイト運動の激化に伴う国際的孤立からの脱却を望んでいた南アフリカと、戦争の全当事者がリンケージ政策を履行する意志を示し、1988年12月22日に締結された三国協定（通称：ニューヨーク協定）に基づいてキューバと南アフリカはアンゴラから撤退し、南アフリカはナミビアの独立を認めた。ナミビアは1990年にSWAPOのサム・ヌジョマ大統領の下で独立を達成した。

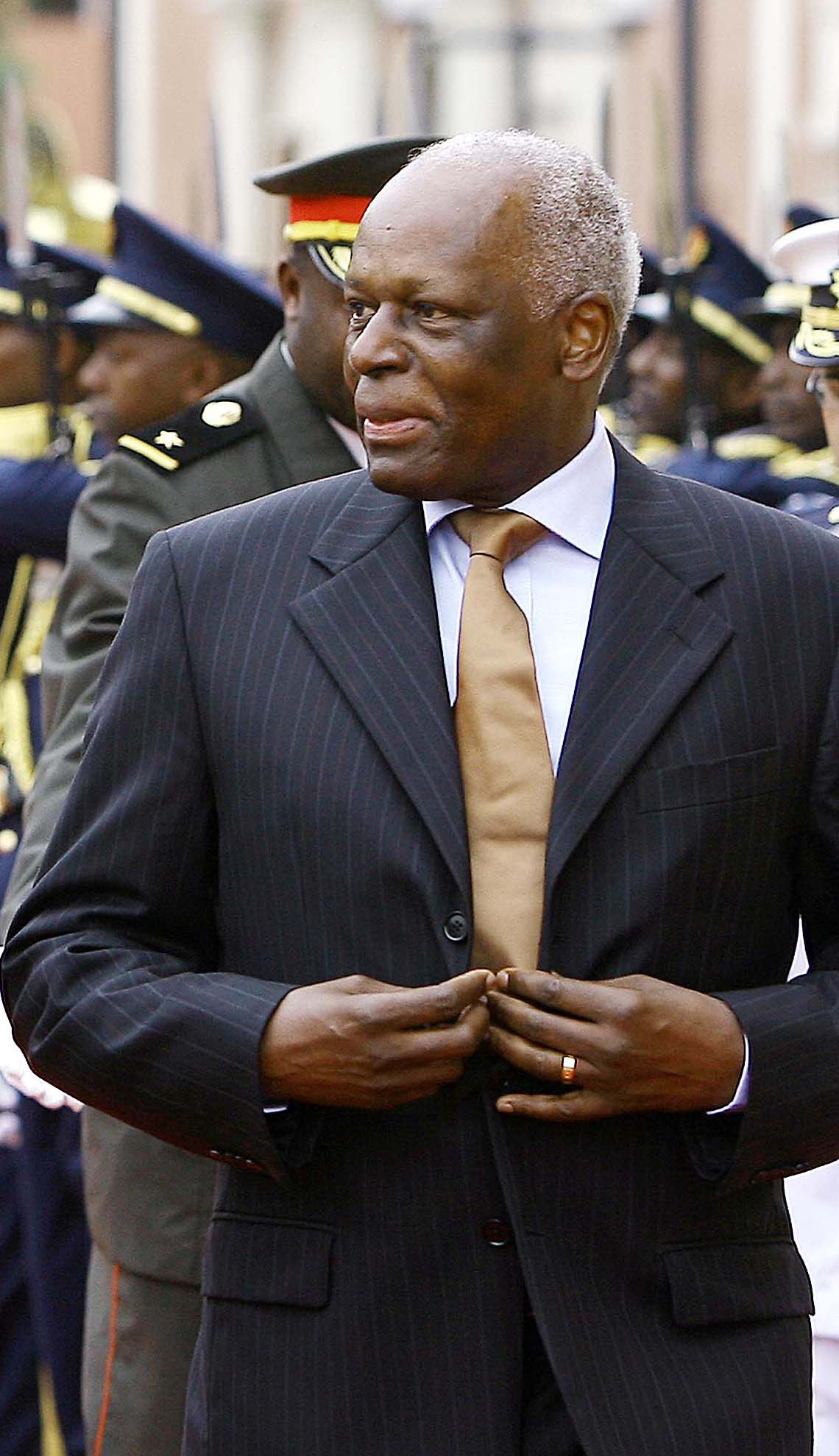
第二代大統領、ジョゼ・エドゥアルド・ドス・サントス（任:1979- ）。

三国協定の結果、当初から国際的な性格を帯びていたアンゴラ内戦はアンゴラ人同士の戦いに戻った。合意後UNITAは攻勢を強めたものの、MPLA政権はUNITAとの和平を打ち出した。和平交渉は当初ザイールのモブツの調停に担われたものの、モブツは調停に失敗したため調停役はポルトガルに担われ、1991年5月31日にMPLAのドス・サントスとUNITAのサヴィンビはビセッセ合意を調印した。翌1992年9月には18の政党が参加して選挙が行われ、大統領選挙ではMPLAのドス・サントスが49.57%、UNITAのサヴィンビが40.07%の得票を獲得し、議会選挙ではMPLAが220議席中129議席、UNITAが70議席を獲得した。しかし、選挙で敗北したことを受け入れることが出来なかったサヴィンビは結果を遵守せず、翌10月に内戦を再開させた。MPLAの方が選挙のための武装解除を積極的に進めていたこともあって、UNITAは準備の整わないMPLAに対して優位に立ち、早期からダイヤモンド鉱山を確保して軍事的優位を確立した。しかし、このようなやり方は支持者であったアメリカ合衆国の下院をしてUNITA非難決議を出させ、MPLA政権を合衆国に承認させるなどサヴィンビにとって不利な結果となった。内戦は拡大する一方、MPLAとUNITAの交渉も進み、1994年11月20日にUNITAの武装解除や国民和解政府を樹立することを定めたルサカ停戦合意が調印されたが、ルサカ合意は実施されることなくその後も内戦は続いた。その後UNITAは1997年に国際連合から制裁がなされ、そうした国際的孤立化とともに内部分裂が進行した。一方MPLA政権はザイールが崩壊した第一次コンゴ戦争に於けるローラン・カビラ政権の成立やコンゴ共和国のドニ・サスヌゲソ政権の成立に一定の役割を果たし、地域大国として浮上するようになった。1998年12月以降MPLA政権のUNITAへの攻勢は激化した。
転機は2002年に訪れた。2002年2月22日に政府軍の攻撃によってモシコ州に滞在していたサヴィンビが戦死し、サヴィンビの死をきっかけに3月15日にMPLAとUNITAは休戦を実施、4月4日に双方は休戦協定を結び、内戦は終結した。

## 内戦終結後のアンゴラ
2002年の内戦終結により、1961年の独立戦争開始以来41年間絶え間なく続いた戦争が終わり、アンゴラは国家建設のための新たな歴史を歩みだした。内戦終結後、MPLA政権はGDPの約85%に達する石油セクターからの収益により着実な経済成長を達成し、2007年には推計で21.1%、2008年には推計で13.4%もの高度な実質GDP成長を達成している。2008年に行われたアンゴラ二度目の議会選挙では、与党のMPLA-PTが220議席中191議席を獲得し、圧倒的多数で勝利した。

## 脚註

### 註釈
1. ↑  ポルトガル語で「聖救世主」を意味する

### 書籍
- 青木一能「第6章アンゴラ情勢とナミビア独立問題」『フロントライン諸国と南部アフリカ解放』林晃史編、アジア経済研究所、東京、1984年3月。
- 青木一能「アンゴラとキューバ」『アフリカ・ラテンアメリカ関係の史的展開』矢内原勝、小田英郎編、平凡社、東京、1989年6月。
- 青木一能「第2章民主化以後のアンゴラ情勢──内戦の再燃の国民和解への道」『南部アフリカ民主化以後の課題』林晃史編、アジア経済研究所、東京、1997年4月。
- 青木一能『アンゴラ内戦と国際政治の力学』芦書房、東京、2001年2月。ISBN 4-7556-1156-3。
- シッコ・アレンカール、マルクス・ヴェニシオ・リベイロ、ルシア・カルピ 著、東明彦、鈴木茂、アンジェロ・イシ 訳『ブラジルの歴史──ブラジル高校歴史教科書』明石書店、東京〈世界の教科書シリーズ7〉、2003年1月。ISBN 978-4-7503-1679-6。
- 池谷和信「アンゴラの多様な民族の生活」『朝倉世界地理講座 アフリカII』池谷和信、武内進一、佐藤廉也編、朝倉書店、東京、2008年4月。
- 岡倉登志『アフリカの歴史──侵略と抵抗の軌跡』明石書店、東京、2001年1月。
- 小田英郎『アフリカ現代史III』（1991年9月第2版）山川出版社、東京〈世界現代史15〉。ISBN 4-634-42150-X。
- 神戸育郎「第七章アンゴラ革命」『世界の革命』革命史研究会編、十月社、1987年2月。
- 川田順造 編『アフリカ史』山川出版社、東京〈新版世界各国史10〉、2009年8月。ISBN 978-4-634-41400-6。
- 金七紀男『ポルトガル史（増補版）』（2003年4月増補版）彩流社、東京。ISBN 4-88202-810-7。
- 後藤政子、樋口聡編著『キューバを知るための52章』明石書店、東京〈エリア・スタディーズ〉、2002年12月。ISBN 4-7503-1664-4。pp.159-163。
- A.H.デ・オリヴェイラ・マルケス 著、金七紀男 訳『ポルトガル1』ほるぷ出版、東京〈世界の教科書＝歴史〉、1981年。
- A.H.デ・オリヴェイラ・マルケス 著、金七紀男 訳『ポルトガル2』ほるぷ出版、東京〈世界の教科書＝歴史〉、1981年。
- A.H.デ・オリヴェイラ・マルケス 著、金七紀男 訳『ポルトガル3』ほるぷ出版、東京〈世界の教科書＝歴史〉、1981年。
- バジル・デビッドソン 著、内山敏 訳『ブラック・マザー』理論社、東京、1987年9月。
- レナード・トンプソン 著、宮本正興、吉國恒雄、峯陽一、鶴見直城 訳『南アフリカの歴史【最新版】』明石書店、東京〈世界歴史叢書〉、2009年11月。ISBN 4-7503-3100-7。
- デビッド・バーミンガム 著、高田有現、西川あゆみ 訳『ケンブリッジ版世界各国史──ポルトガルの歴史』創土社、東京、2002年5月。ISBN 4-7893-0106-0。
- ボリス・ファウスト、鈴木茂訳『ブラジル史』明石書店、東京〈世界歴史叢書〉、2008年6月。ISBN 978-4-7503-2788-4。
- 星昭、林晃史『アフリカ現代史I──総説・南部アフリカ』山川出版社、東京〈世界現代史13〉、1978年12月。

### ウェブサイト
- CIA. “CIA:Angola” (英語). 2010年9月6日閲覧。